# Libro liturgico
Il libro liturgico è un libro che contiene i testi e le specificazioni dei gesti con cui si celebrano gli atti di culto. Queste specificazioni sono dette rubriche e corrispondono a delle istruzioni relative agli schemi rituali intorno ai quali si sviluppa la liturgia. Per cui il libro liturgico si compone essenzialmente di rubriche, accanto alle quali le formule di preghiera e di benedizione si indicano tramite il loro  incipit.

## Storia
I primi libri liturgici furono scritti dagli amanuensi negli scriptorium dei monasteri o delle cattedrali. La loro circolazione rimase manoscritta fino alle prime edizioni a stampa del XV et XVI secolo. Il Concilio di Trento promosse, in seguito, le edizioni tipiche a coronamento del processo di codificazione della lex orandi  che, a partire dalle antiche compilazioni gallo-germaniche degli ordinamenti liturgici detti ordines romani, consentì di uniformare il rito latino secundum usus Romanae Curiae. Le tappe salienti di questo processo mostrano un'evoluzione che dal centro apostolico si diffonde verso la periferia e che da quest'ultima riconduce al centro. 

### Dal centro alla periferia
L'ordinamento liturgico romano primitivo, presente in nuce nella Didaché, la Tradizione apostolica e le Costituzioni apostoliche, opere che vanno dal I al IV secolo, fu ulteriormente elaborato nei sacramentari che, a partire dal V secolo, raccoglievano le parti riservate al celebrante, esemplificati dal Liber Sacramentorum Romanæ Æclesiæ ordinis anni circuli (Sacramentarium Gelasianum Vetus) del principio dell'VIII secolo. Nel X secolo la tradizione romana venne ricostituita in area gallo-franca in primo luogo tramite il Pontificale romano-germanico dei benedettini del monastero di San Alban a Magonza, databile tra il 950 e il 961, che riunisce le rubriche degli ordines e le preghiere dei sacramentari. In secondo luogo tramite il Missale plenarium.

## Il Concilio di Trento e il Concilio Vaticano II
I criteri a cui si attennero nel Concilio di Trento furono, di imporre i nuovi libri a tutta la chiesa occidentale, eccetto quelle chiese che potessero vantare riti con più di 200 anni di antichità. Successivamente al Concilio Vaticano II ci fu una riforma generale dei libri liturgici di Rito Romano che, oltre a modificare profondamente i riti, li fece tradurre in tutte le lingue.

## Elenco dei libri liturgici cattolici
Tra i libri liturgici vi sono:
- Antifonario o Antifonale (Antiphonarium): musica per le Ore diurne dell'Ufficio divino.
- Benedizionale (Benedictionarium): raccolta delle benedizioni.
- Breviario (Breviarium): vedi Liturgia delle ore
- Cantatorio (Cantatorium)
- Cerimoniale: raccolta delle rubriche per le celebrazioni episcopali.
- Collettario o Orazionale (Liber capitularis)
- Consuetudinario
- Epistolario (Apostolus, Comes, Epistolæ, Epistolarium, Liber commicus, Ordo epistolarium): raccolta delle letture della messa che vengono lette prima del vangelo.
- Evangeliario (Evangelia, Liber evangeliorum, Passio): raccolta dei brani evangelici della messa.
- Graduale: musica delle parti variabili della messa per tutto l'anno liturgico.
- Innario (Hymnarius)
- Lezionario (Lectionarium, Evangelia et epistolæ): raccolta di tutte le letture della messa separate.
- Liturgia delle ore (anticamente anche Breviario): il libro con l'Ufficio divino esclusa la Messa
  - Breviario romano (Breviarium Romanum)
- Martirologio (Martirologium): elenco dei nomi dei santi e brevi notizie delle feste che ricorrono durante l'anno liturgico.
  - Martirologio romano
- Messale (Missale plenum): testo contenente le varie formule della messa. 
  - Messale romano
- Ordinario (Agenda, Consuetudines, Liber consuetudinum, Breviarium officiorum, Liber ordinalis, Liber usuum, Ordinarium, Ordinarius liber, Ordo divini officii, Ordo ecclesiæ): elenco dei brani e delle annotazioni sui particolari dello svolgimento rituale della liturgia delle ore e della messa.
  - Kyriale: libro contenente musica per l'ordinario della messa.
- Pontificale: raccolta delle cerimonie episcopali, eccetto la messa e l'Ufficio divino.
- Processionale
- Rituale romano: insieme dei libri contenente le disposizioni, indicazioni, e istruzioni necessarie al celebrante per amministrare sacramenti e sacramentali, funerali, processioni e altre funzioni.
- Salterio (Psalterium)
- Sacramentario (Liber missarum, Liber sacramentorum, Sacramentarium): elenco delle orazioni presidenziali della messa.
- Sequenziario o Prosario
- Tropario (Troparium)

### Altri libri
- Libro di orazioni
- Bibbia (Biblia, Bibliotheca): il libro della Bibbia non è propriamente un libro liturgico, ma spesso è stato utilizzato per la proclamazione della parola di Dio nella tarda antichità e nel medioevo, prima che fossero redatti i lezionari.
- Memoriale Rituum: in passato, forma abbreviata delle funzioni da celebrare nelle parrocchie minori negli ultimi tre giorni della Settimana Santa, il mercoledì delle Ceneri, il giorno della Candelora e la Domenica delle Palme.
- Istruzione Clementina: in passato, elenco delle prescrizioni da osservare durante le Quarant'ore.
- Ottavario: in passato, raccolta delle lezioni per il secondo e terzo Notturno da leggere durante le ottave delle feste locali.
- Cerimoniale della Cappella papale: testo regolatore delle funzioni della cappella papale.